# Jamin-Interferometer
Das Jamin-Interferometer ist ein Interferometer, das 1856 von Jules Célestin Jamin erfunden wurde. Es erlaubt die Messung von Änderungen des Brechungsindex von Gasen und Flüssigkeiten.

## Aufbau

Jamin-Interferometer

Das Interferometer besteht aus zwei einseitig verspiegelten, dicken Glasscheiben. Die beiden Scheiben sind parallel versetzt und entgegengesetzt orientiert aufgestellt. Dabei wirkt die unverspiegelte Seite als Strahlteiler. Einfallendes Licht wird durch die Vorderseite des ersten Spiegel in zwei Anteile aufgeteilt. Einer der Anteile wird an der Vorderseite reflektiert. Der andere Anteil tritt in das Glas ein. Er wird an der Rückseite des Glases reflektiert und tritt größtenteils an einer ein Stück gegenüber dem ersten Strahl versetzten Stelle aus dem Glas aus. 
Die beiden Anteile durchlaufen die Strecke zwischen den beiden Glasscheiben. Die Vorderseite des zweiten Spiegels wirkt als Strahlteiler und überlagert Anteile der beiden von der ersten Glasscheibe erzeugten Strahlen. Dabei sind die Rollen der beiden Strahlen vertauscht. Dort durchläuft der erste Strahl die Glasscheibe, während der zweite Strahl zum Teil direkt reflektiert wird.
Wenn die Oberflächen der beiden Glasscheiben genau parallel geschliffen und die beiden Scheiben genau parallel angeordnet sind, dann sind beide optischen Wege gleich lang. Unter diesen Umständen erfolgt am Ausgang des Interferometers konstruktive Interferenz. Das heißt, die Intensität des austretenden Lichts ist maximal. Wenn sich dagegen die optischen Wege um eine halbe Wellenlänge unterscheiden, dann ist die Intensität des austretenden Lichts minimal. Diese Variation der Intensität lässt sich vergleichsweise leicht beobachten.

## Messungen von Änderungen des Brechungsindex
Das Interferenzmuster, das sich am Ausgang des Interferometers zeigt, hängt empfindlich von der relativen optischen Länge der beiden Lichtwege ab. Dieser Umstand lässt sich nutzen, um den Einfluss des Drucks auf den Brechungsindex einer Probe zu bestimmen. Dazu wird in einen der beiden Lichtwege des Interferometers eine mit Gas, oder Flüssigkeit gefüllte und mit Fenstern ausgestattete Druckkammer eingebracht. Eine Änderung des Drucks in der Kammer verändert die optische Länge dieses Teils des Interferometers. Für jede Wellenlänge, die diese Änderung ausmacht, durchläuft die Intensität am Ausgang einen Durchgang von Maximum zu Minimum.